# Годуновка (Киевская область)
Годуно́вка (укр. Годунівка) — село, входит в Яготинский район Киевской области Украины.
Население по переписи 2001 года составляло 547 человек. Почтовый индекс — 07732. Телефонный код — 4575. Занимает площадь 3 км². Код КОАТУУ — 3225581201.

## Местный совет
Село Годуновка — административный центр Годуновского сельского совета.
Адрес местного совета: Киевская область, Яготинский р-н, с. Годуновка, ул. Победы, 1.

## Известные уроженцы
- Борщик, Иван Владимирович — Герой Советского Союза.
- Кравченко Василий Иванович — Герой Советского Союза.